# 1780 aux États-Unis
Pour des articles plus généraux, voir Chronologie des États-Unis et 1780.
Chronologie des États-Unis
- 1776
- 1777
- 1778
- 1779
- 1780
- 1781
- 1782
- 1783
- 1784

Cette page concerne des événements d'actualité qui se sont produits durant l'année 1780 du calendrier grégorien aux États-Unis.

## Gouvernement
- Second Congrès continental

## Événements

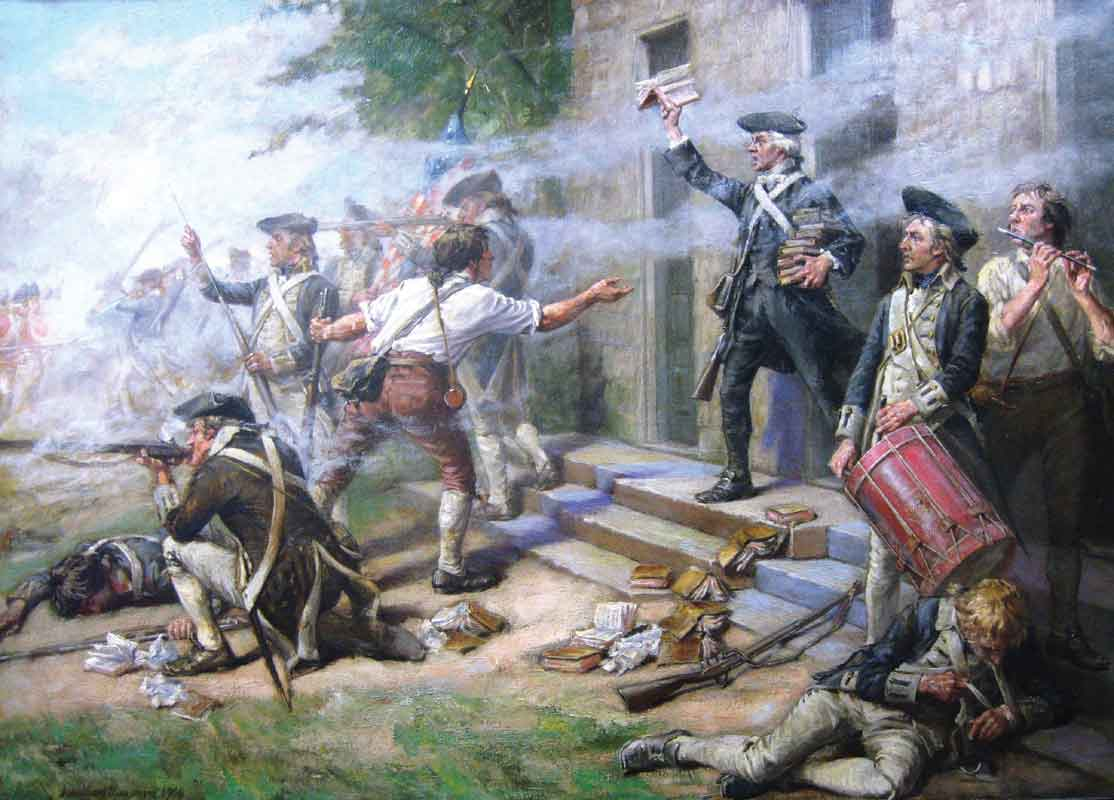
23 juin : bataille de Springfield.

- 16 janvier : bataille du cap Saint-Vincent : L'Amiral britannique Sir George Brydges Rodney met en défaite une flotte espagnole.
- 19 février : l'État de New York cède sur sa prétention (en) de possession de l'ouest du lac Ontario.
- 2 - 12 mars : siège de Fort Charlotte devant Mobile[1].
- 10 mars (28 février du calendrier julien) : « Neutralité armée » de la Russie dans le conflit entre la Grande-Bretagne et ses colonies américaines. Formation d’une ligue des neutres entre la Russie, la Suède et le Danemark, rejoints par le Portugal[2].
- 14 mars : les Espagnols prennent le fort de Mobile, dernier fort britannique sur le Mississippi[3].
- 29 mars : début du siège de Charleston, en Caroline du Sud.

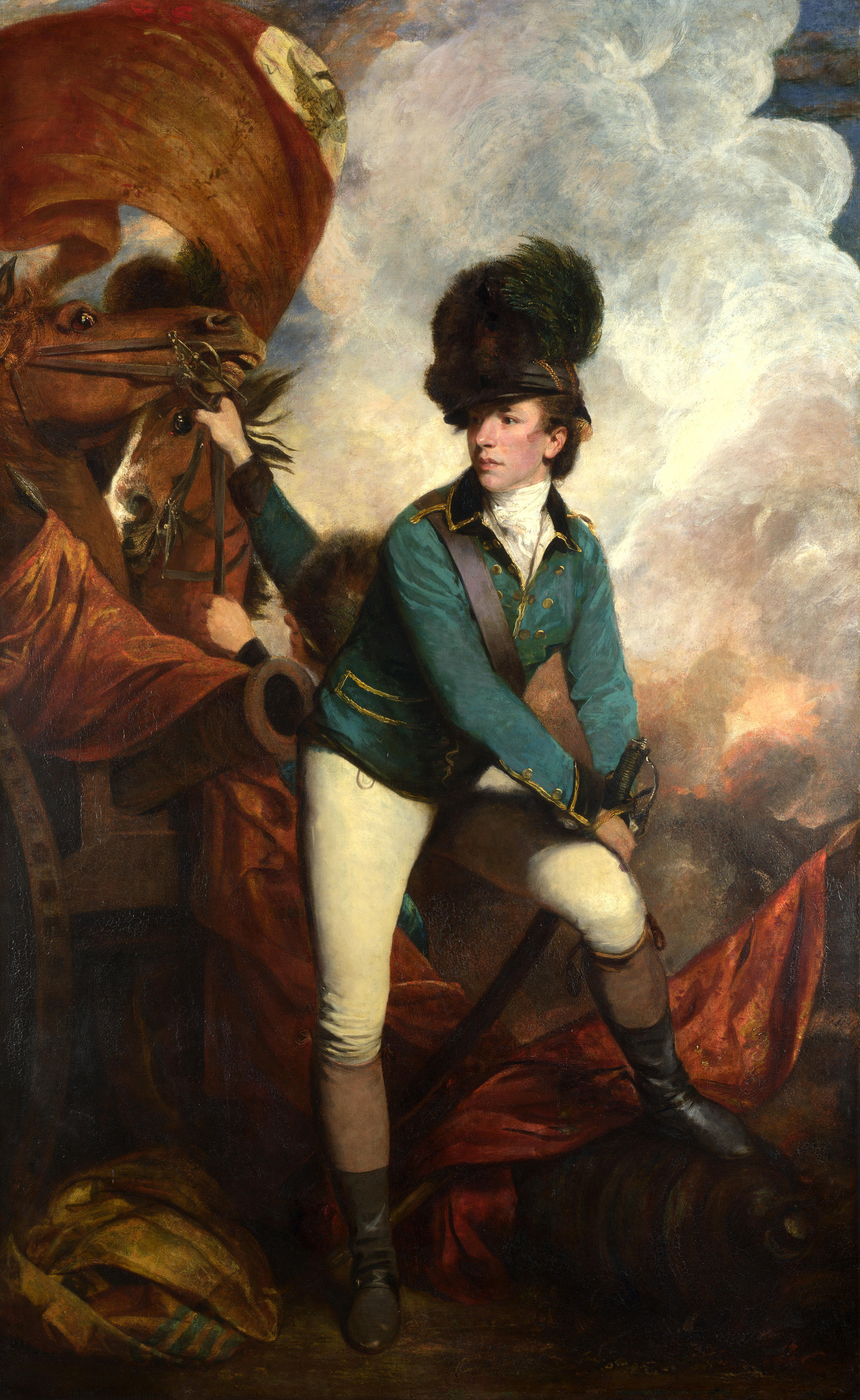
Banastre Tarleton

- 2 mai : Rochambeau et son corps expéditionnaire quittent Brest et traversent l'Atlantique.
- 12 mai : Charleston est prise par les troupes britanniques[4].
- 13 mai : 256 colons signent le Cumberland Compact (en) à Fort Nashborough, future Nashville, Tennessee où ils se sont installés le 25 décembre 1779. Le Cumberland Compact est le précurseur de la constitution du Tennessee.
- 29 mai : bataille de Waxhaws[4]. L'armée loyaliste sous le commandement du Colonel Banastre Tarleton tue les soldats de l'armée continentale bien qu'ils aient donné leur reddition.
- 15 juin : la Constitution du Massachusetts est ratifiée. C'est la plus vieille constitution qui ait été continuellement appliquée.
- 23 juin : victoire américaine à la bataille de Springfield (en), dans le New Jersey[5].
- 9 juillet : le Danemark adhère à la Ligue de neutralité armée[4].
- 11 juillet : l'escadre du Chevalier de Ternay entre dans la rade de Newport[4]. Rochambeau débarque avec les régiments du roi de France qu'il commande pour aider les insurgents américains.
- 1er août : La Suède adhère à la Ligue de neutralité armée[4].
- 16 août : bataille de Camden, en Caroline du Sud[4]. Victoire des forces britanniques de Charles Cornwallis sur les insurgents de Horatio Gates.

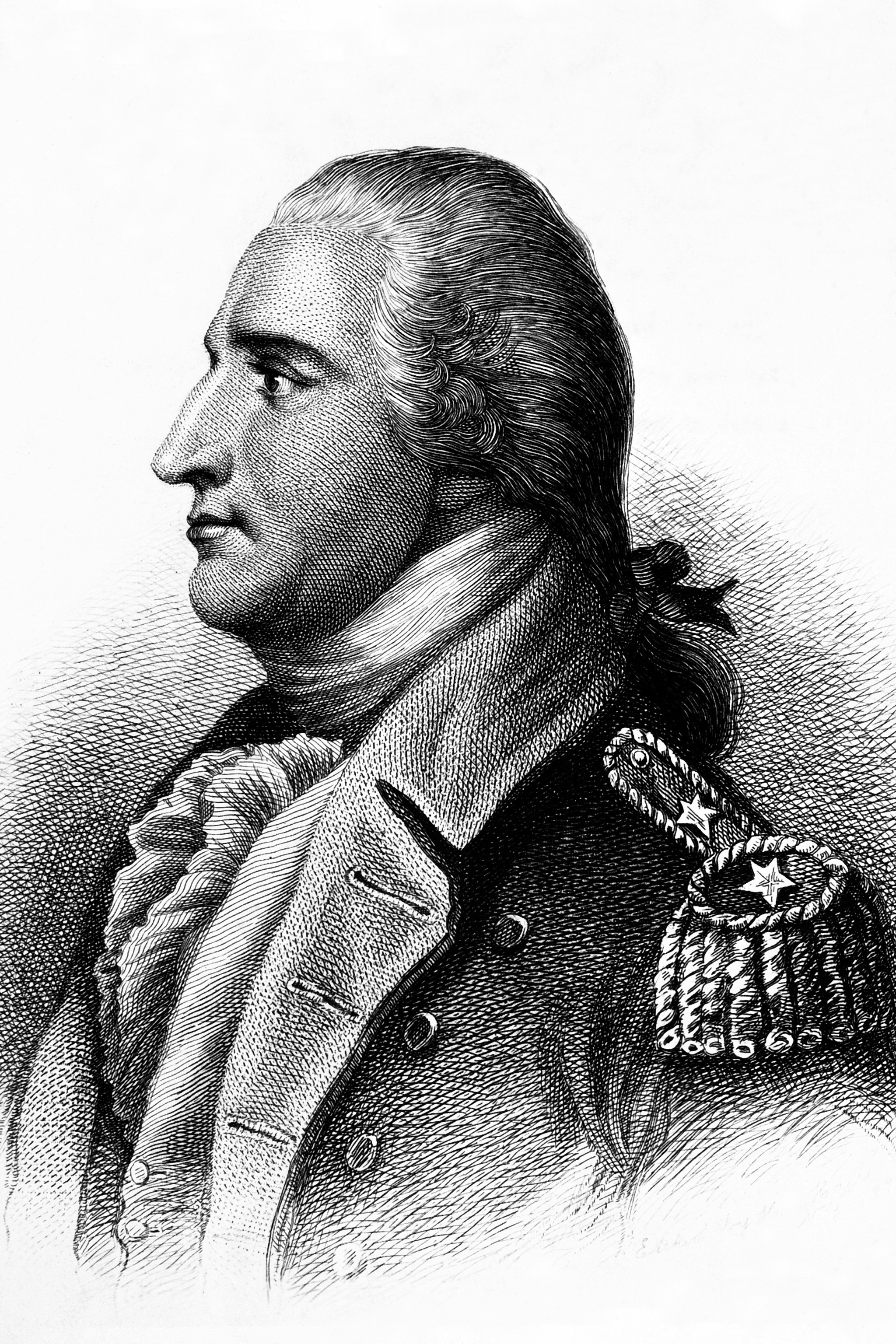
Benedict Arnold

- 21 septembre : Benedict Arnold donne des plans détaillé de West Point, un camp militaire de l'Union dans l'État de New York, au Major britannique John André. Trois jours plus tard, John André est capturé.
- 25 septembre : Benedict Arnold fuit vers des territoires contrôlés par les Britanniques.
- 2 octobre : à Tappan (New York), l'espion britannique John André est pendu par l'armée de l'Union.
- 7 octobre : victoire américaine à la bataille de King's Mountain[4].

## Décès
- 3 juin : Thomas Hutchinson, (né le 9 septembre 1711), gouverneur de la colonie du Massachusetts entre 1771 et 1774. Il fait partie des loyalistes dans les années qui précédent la révolution américaine.

#### Articles généraux
- Chronologie de la révolution américaine
- Révolution américaine
- Guerre d'indépendance des États-Unis
- France dans la guerre d'indépendance des États-Unis
- Histoire des États-Unis de 1776 à 1865
- Évolution territoriale des États-Unis
- Liste des batailles de la Guerre d'indépendance américaine (1776-1783)

#### Articles sur l'année 1780 aux États-Unis
- Préparation du corps expéditionnaire français de 1780 aux États-Unis
- Traversée de l'Atlantique du corps expéditionnaire français (1780)
- Arrivée aux États-Unis du corps expéditionnaire français de 1780
- Bataille de Camden
- Bataille de Fort Charlotte
- Deuxième bataille du cap Saint-Vincent (1780)
- Armand Tuffin de La Rouërie
- Constitution du Massachusetts